# Mistrzostwa Świata w Wioślarstwie 2008
38. Mistrzostwa Świata Seniorów w Wioślarstwie 2008 – rozegrane między 24 lipca a 27 lipca w Linzu, w Austrii podczas mistrzostw świata juniorów w wioślarstwie, gdzie rozegrane zostały jedynie konkurencje, których nie było na igrzyskach olimpijskich w Pekinie.

## Reprezentacje państw uczestniczących w mistrzostwach
W nawiasach (  ) podano liczbę reprezentantów danego kraju
|  |  |  |

## Konkurencje
W nawiasach (  ) podano liczbę uczestników danej konkurencji
| - Mężczyźni (208) - LM1x (jedynka wagi lekkiej) (25) - LM2- (dwójka bez sternika wagi lekkiej) (32) - M2+ (dwójka ze sternikiem) (42) - LM4x (czwórka podwójna wagi lekkiej) (28) - LM8+ (ósemka wagi lekkiej) (81) | - Kobiety () - LW1x (jedynka wagi lekkiej) () - LW4x (czwórka podwójna wagi lekkiej) () - W4- (czwórka bez sternika) () |

## Medaliści

### Konkurencje mężczyzn
| Konkurencja                                       | Złoto | Srebro | Brąz |
| LM1x (jedynka wagi lekkiej) szczegóły             | Nowa Zelandia · Duncan Grant | Holandia · Jaap Schouten | Grecja · Ilias Papas |
| M2+ (dwójka ze sternikiem) szczegóły              | Kanada · Gabriel Bergen · James Dunaway · Mark Laidlaw | Francja · Sébastien Lenté · Benjamin Lang · Benjamin Manceau | Australia · Nicholas Baxter · Fergus Pragnell · Hugh Rawlinson |
| LM2- (dwójka bez sternika wagi lekkiej) szczegóły | Grecja · Nikolaos Gundulas · Apostolos Gundulas | Włochy · Andrea Caianiello · Armando Dell’Aquila | Serbia · Goran Nedeljković · Miloš Tomić |
| LM4x (czwórka podwójna wagi lekkiej) szczegóły    | Włochy · Franco Sancassani · Daniele Gilardoni · Stefano Basalini · Daniele Danesin                                                                                       | Francja · Remi Di Girolamo · Jérémie Azou · Fabrice Moreau · Pierre-Étienne Pollez                                                                                             | Niemcy · Stephan Schad · Knud Lange · Felix Övermann · Michael Wieler |
| LM8+ (ósemka wagi lekkiej) szczegóły              | Stany Zjednoczone · Simon Carcagno · Andrew Bolton · Colin Farrell · Michael Altman · Patrick Todd · Will Daly · Thomas Paradiso · Matthew Muffelman · Edmund Del Guercio | Niemcy · Matthias Veit · Marc Rippel · Johann-Sebastian Diemann · Jonas Schützeberg · Matthias Schömann-Finck · Adrian Bretting · Olaf Beckmann · Axel Schuster · Martin Sauer | Holandia · Pieter Rom Colthoff · Diederick van den Bouwhuijsen · Reinoud De Groot · Dennis Beemsterboer · Rutger Bruil · Maarten Tromp · Maarten De Boer · Ryan Den Drijver |

### Konkurencje kobiet
| Konkurencja                                    | Złoto                                                                               | Srebro                                                                              | Brąz                                                                                  |
| LW1x (jedynka wagi lekkiej) szczegóły          | Szwajcaria · Pamela Weisshaupt                                                      | Irlandia · Sinéad Jennings                                                          | Chorwacja · Mirna Rajle-Brođanac                                                      |
| W4- (czwórka bez sternika) szczegóły           | Białoruś · Wolha Szczarbaczenia · Natalla Hielach · Julija Biczyk · Hanna Nachajewa | Stany Zjednoczone · Karen Colwell · Stesha Carle · Sarah Trowbridge · Ester Lofgren | Dania · Lea Jakobsen · Lisbet Jakobsen · Fie Udby Erichsen · Cecilie Christensen      |
| LW4x (czwórka podwójna wagi lekkiej) szczegóły | Australia · Ingrid Fenger · Bronwen Watson · Miranda Bennett · Alice McNamara       | Polska · Monika Myszk · Magdalena Kemnitz · Weronika Deresz · Ilona Mokronowska     | Stany Zjednoczone · Hannah Moore · Rebecca Smith · Wendy Tripician · Elizabeth Peters |

## Klasyfikacja medalowa
| Lp. | Państwo           |   |   |   | Razem |
| --- | ----------------- | - | - | - | ----- |
| 1.  | Stany Zjednoczone | 1 | 1 | 1 | 3     |
| 2.  | Włochy            | 1 | 1 | 0 | 2     |
| 3.  | Grecja            | 1 | 0 | 1 | 2     |
| 3.  | Australia         | 1 | 0 | 1 | 2     |
| 5.  | Nowa Zelandia     | 1 | 0 | 0 | 1     |
| 5.  | Kanada            | 1 | 0 | 0 | 1     |
| 5.  | Szwajcaria        | 1 | 0 | 0 | 1     |
| 5.  | Białoruś          | 1 | 0 | 0 | 1     |
| 9.  | Francja           | 0 | 2 | 0 | 1     |
| 10. | Holandia          | 0 | 1 | 1 | 2     |
| 10. | Niemcy            | 0 | 1 | 1 | 2     |
| 12. | Irlandia          | 0 | 1 | 0 | 1     |
| 12. | Polska            | 0 | 1 | 0 | 1     |
| 14. | Chorwacja         | 0 | 0 | 1 | 1     |
| 14. | Dania             | 0 | 0 | 1 | 1     |
| 14. | Serbia            | 0 | 0 | 1 | 1     |